# اميليو لوبيز
اميليو لوبيز (بالإسبانية: Emilio López Fernández) (9 يوليو 1965 فيغو إسبانيا - ) هو لاعب كرة قدم إسباني يلعب كحارس مرمى.